# Звягина, Наталья Алексеевна
Наталья Алексеевна Звягина (родилась 13 марта 1971 года) — советская регбистка, мастер спорта СССР.

## Биография
Играла за регбийный клуб «Коммунальщик» (Барнаул). Мастер спорта СССР по регби, окончила БГПИ. В 1991 году в составе сборной СССР играла на чемпионате мира в Уэльсе. После карьеры игрока устроилась работать преподавателем физической культуры в МБОУ СОШ № 81 г. Барнаул, где работает уже долгое время. Ученики находятся с ней в хороших отношениях и знают Наталью Алексеевну как доброго, но в то же время строгого и справедливого учителя. Любит историю, литературу и путешествия, побывала во многих странах.  ref name=infourok/>.